# Bratiševac
Bratiševac (en serbe cyrillique : Братишевац) est un village de Serbie situé dans la municipalité de Babušnica, district de Pirot. Au recensement de 2011, il comptait 144 habitants.

## Démographie
| 1948 | 1953 | 1961 | 1971 | 1981 | 1991 | 2002 | 2011 |
| ---- | ---- | ---- | ---- | ---- | ---- | ---- | ---- |
| 603  | 615  | 539  | 464  | 359  | 260  | 194  | 144  |

|  |